# Mikojan

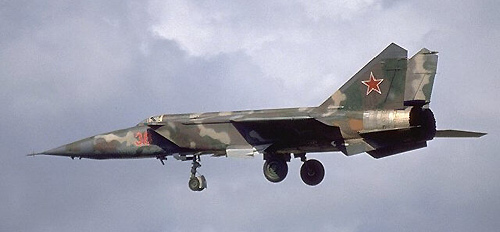
MiG-25

Het ontwerpbureau van Mikojan, voorheen Mikojan-Goerevitsj, is een Russische bouwer van jachtvliegtuigen. Vaak wordt de afkorting MiG gebruikt, naar het Russische "Микоян и Гуревич" Mikojan i Goerevitsj wat "Mikojan en Goerevitsj" betekent.

## Geschiedenis
Opgericht door Artjom Mikojan en Michail Goerevitsj op 25 december 1939, werd het bedrijf na Mikojans dood in 1970 hernoemd tot Mikojan. Het bedrijf maakt nu samen met Iljoesjin, Irkoet, Soechoj, Toepolev, en Jakovlev deel uit van een nieuw bedrijf, Verenigde Vliegtuigbouwcorporatie (verenigd vliegtuigbedrijf).

## Vliegtuigen
- MiG-1 (1940)
- MiG-3 (1940)
- MiG-9 (1946)
- MiG-15 (1948), bezorgde de constructeurs Artjom Mikojan en Michail Goerevitsj wereldfaam.
- MiG-17 (1950)
- MiG-19 (1955), MiG's eerste supersonische jachtvliegtuig.
- MiG-21 (1960)
- MiG-23 (1974), dankzij de verstelbare vleugels kan de MIG zowel voor luchtdefensie als grondondersteuning worden ingezet.
- MiG-25 (1966), om het supersnelle en hoog vliegende Amerikaanse verkenningsvliegtuig Lockheed SR-71 Black Bird te kunnen onderscheppen.
- MiG-27 (1973), afgeleide van de MiG-23
- MiG-29 (1983), dankt zijn grote wendbaarheid aan de speciale combinatie van romp- en vleugeloppervlakken.
- MiG-31 (1983)
- MiG-33 (1989), ook bekend als MiG-29M
- MiG-35 (2000), ontwikkeld van MiG-29
- MiG MFI, ook bekend als de MiG 1.44
- MiG-41, stealthvliegtuig van de zesde generatie